# Caragana pruinosa
Caragana pruinosa är en ärtväxtart som beskrevs av Vladimir Leontjevitj Komarov. Caragana pruinosa ingår i släktet karaganer, och familjen ärtväxter. Inga underarter finns listade i Catalogue of Life.